# Walter Ernsting

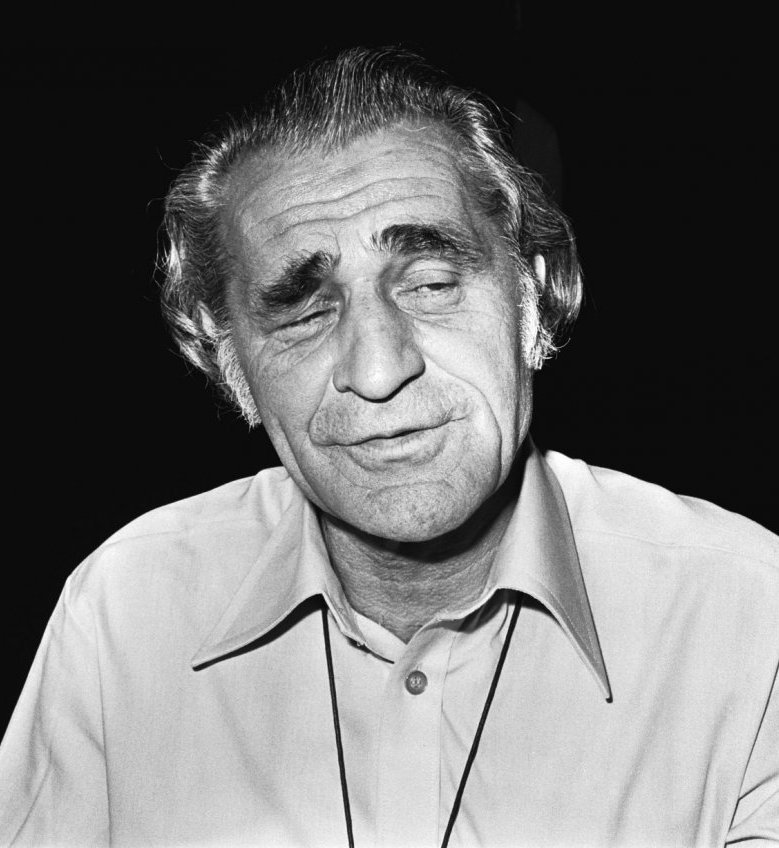
Walter Ernsting (1978)

Walter Ernsting (* 13. Juni 1920 in Koblenz; † 15. Januar 2005 in Salzburg/Österreich), besser bekannt unter seinem Pseudonym Clark Darlton, war ein deutscher Schriftsteller, Übersetzer und Herausgeber im Bereiche der Science-Fiction.

## Leben
Walter Ernsting wuchs, bedingt durch die Heiraten und Scheidungen seiner Mutter, in Essen, Lüdenscheid und Bonn auf, besuchte bis zur elften Klasse das Gymnasium und schlug sich als Dackelzüchter durch. 1940 wurde er kurz nach Beginn des Zweiten Weltkriegs zur Wehrmacht eingezogen. Über Polen, Königsberg, Norwegen, Frankreich und Riga kam er 1945 ins Kurland, wo er in Gefangenschaft geriet. Ein Mitgefangener denunzierte ihn bei den Behörden, so dass Ernsting 1947 zu fünf Jahren Straflager in Karaganda (Kasachstan) verurteilt wurde. Nach seiner Entlassung aus der sowjetischen Kriegsgefangenschaft 1950 kam er bei Verwandten in Velken (Ruppichteroth) unter. Dort lebte er fast ein Jahr lang.
Ab 1952 arbeitete er als Übersetzer bei den britischen Besatzungsbehörden. Während dieser Tätigkeit kam er mit der amerikanischen Science-Fiction der amerikanischen Pulp-Magazine in Berührung. Seit 1954 arbeitete Ernsting hauptberuflich beim Pabel Verlag, wo er den Utopia-Großband als Redakteur und Übersetzer betreute. Der Schwerpunkt der Hefte lag auf englischsprachigen Autoren.
Im August 1955 gründete Ernsting mit anderen zusammen den Science Fiction Club Deutschland (SFCD). Mit großem Enthusiasmus arbeitete er an seinem Ziel, Science-Fiction und Fandom in der Bundesrepublik heimisch zu machen und deren Bedeutung zu erhöhen. Dabei vertrat er seine persönlichen Standpunkte mit großer Überzeugung und tat sich mit Kritik daran schwer.
1981 zog Ernsting, der in Bayern und Österreich lebte, nach Irland (nahe Youghal in County Cork). Er kehrte aber später aus gesundheitlichen Gründen zurück, um in der Nähe seiner Kinder in Salzburg zu leben.
Rainer Eisfeld beschreibt Ernsting als vom Naturell her den Menschen zugewandt. Im Guten wie im Bösen habe er sein Herz auf der Zunge getragen.
Nach seinem Tod wurde ein Asteroid nach ihm benannt. Er trägt die Bezeichnung (15265) Ernsting.

## Werk
Seinen ersten Roman UFO am Nachthimmel veröffentlichte er 1955 mithilfe eines Tricks. Da der Pabel-Verlag, für dessen SF-Reihe Utopia-Großband er damals als Übersetzer arbeitete, keine deutschen Autoren herausbringen wollte, reichte Walter Ernsting seinen Roman als angeblich übersetztes Werkes des fiktiven britischen Autors Clark Darlton mit dem Originaltitel To-Morrow the Future ein. Das mit dem vorgeblich englischsprachigen Ursprungsautor hatte allerdings zuvor bereits der deutschen Schriftsteller Joachim Rennau gemacht. Für UFO am Nachthimmel und Die Zeit ist gegen uns (1956) wurde Ernsting als Darlton im September 1957 in Bad Homburg auf einer Tagung des Science Fiction Clubs Deutschland (siehe unten) der Hugo Award verliehen.
Weitere Romane, die unter dem Pseudonym Clark Darlton verfasst wurden, sind unter anderen Raum ohne Zeit (1957) und eine Trilogie um einen galaktischen Krieg, die im Jahr 1958 erschien, bestehend aus den Romanen Attentat auf Sol, Zurück aus der Ewigkeit und Die Galaktische Föderation. Außerdem war er einer der Mitbegründer des Science Fiction Club Deutschland, dessen Vorsitz er auch einige Zeit innehatte.
Gemeinsam mit Karl-Herbert Scheer hob er 1961 die Romanserie Perry Rhodan aus der Taufe. Scheer war allein für die Hintergründe, die Exposés und die Vorgaben für die Handlung verantwortlich, während Ernsting unter anderem die Namenswahl der jeweiligen Helden übernahm.
Der Politologe und Science-Fiction-Experte Rainer Eisfeld erkennt in den Anfängen der Perry-Rhodan-Serie Parallelen zur Sun-Koh-Heftromanserie (1933–1936), für die sich Walter Ernsting bereits als Schüler begeistert hatte.
Ernstings Beitrag zu Perry Rhodan umfasst 192 Hefte, 26 Taschenbücher und 32 Romane zur parallel laufenden Atlan-Serie. Gucky der Mausbiber, eine (gemeinsam mit Scheer erfundene) Figur Ernstings, ist zu einer der beliebtesten Figuren der Serie geworden. Gemeinsam mit dem 1991 verstorbenen Scheer und dem 1995 verstorbenen Johnny Bruck blickte er auf die längste Karriere im Rhodan-Universum zurück.
Offiziell hatte er sich mit der Heftnummer 1622 aus der Serie zurückgezogen, wurde aber noch immer als Mitglied des Autorenteams gesehen und war gern gesehener Gast auf Veranstaltungen.
Ernstings Werk umfasst mehr als 300 Romane und Dutzende Kurzgeschichten. Den Großteil machen die serienbezogenen Erzählungen aus, die unter dem Namen Clark Darlton veröffentlicht wurden; aber auch unter dem Namen Walter Ernsting veröffentlichte er zahlreiche Bücher.

## Bibliographie

### Romane
Soweit nicht anders vermerkt wurden alle Bücher bis 1972 unter dem Namen Clark Darlton veröffentlicht.
An der Schwelle zur Ewigkeit
- Und Satan wird kommen. Pabel, Rastatt 1956 DNB 1140070371. (Utopia-Großband #44)
- Die Schwelle zur Ewigkeit. Pabel, Rastatt 1957. DNB 363716017. (Utopia-Großband #54) (auch: An der Schwelle zur Ewigkeit.  Pabel, Rastatt 1981, DNB 1139982915 Utopia-Classics #32)

Der galaktische Krieg
- Attentat auf Sol. Moewig, München 1958, DNB 455020817. (Terra #1)
- Zurück aus der Ewigkeit. Moewig, München 1958, DNB 455020833. (Terra #1) (auch: Raum ohne Zeit. Moewig, München 1963, DNB 455021945. (Terra Extra #11))
- Die galaktische Föderation. Moewig, München 1958, DNB 363715835. (Terra Extra #51)

Starlight-Zyklus
- Planet YB 23. Moewig, München 1958, DNB 455021023. (Terra Sonderband #23) (auch DNB 458319538. (Terra Extra #119))
- Vater der Menschheit. Moewig, München 1958, DNB 455020906. (Terra #11)
- Der Sprung ins Ungewisse. Dörner Verlag, Düsseldorf 1958, DNB 770131131.
- Geheime Order für Andromeda. Moewig, München 1959, DNB 1140020315. (Terra #17)

Hurrican
- Utopia stirbt. Moewig, München 1958, DNB 455016976. (Terra #49, als Fred McPatterson)
- Planet der 1000 Wunder. Moewig, München 1959, DNB 455017190. (Terra #76, als Fred McPatterson)
- Stadt der Automaten., Pabel, Rastatt 1961, DNB 455197733. (Utopia #263)
- Das Raum-Zeit-Experiment. Pabel, Rastatt 1961, DNB 455198063. (Utopia #292)
- Rastor 3 – Senden Sie! Pabel, Rastatt 1961, DNB 455198187. (Utopia #301)
- Der Eisenfresser. Pabel, Rastatt 1962, DNB 455198373. (Utopia #319)
- Kosmischer Schwindel. Pabel, Rastatt 1962, DNB 455198551. (Utopia #335)
- Das Erbe von Hiroshima. Moewig, München 1963, DNB 455021562. (Terra #72)
- Das Riff der Andromeda.  Moewig, München 1965, Teil 1:DNB 455020744 Teil 2:DNB 455020752. (Terra #430 und #431)
- Die Gravitationssonne. Moewig, München 1968, DNB 458319139. (Terra #554)

Abenteuer-Trilogie
(als Walter Ernsting)
- Das Marsabenteuer. S. Mohn, Gütersloh 1964, DNB 451162943.
- Das Weltraumabenteuer. S. Mohn, Gütersloh 1965, DNB 451162986. (Neuausgabe: Der geheimnisvolle Asteroid. Boje Verlag, Stuttgart 1974, ISBN 3-414-16560-0.)
- Das Planetenabenteuer. S. Mohn, Gütersloh 1966, DNB 456571973. (Neuausgabe: Mit Lichtgeschwindigkeit zu Alpha II. Boje Verlag, Stuttgart 1974, ISBN 3-414-16570-8.)

Holocaust-Trilogie
- Der strahlende Tod. Moewig, München 1966, DNB 456572007. (mit Robert Artner; Neuausgabe: Pabel, Rastatt 1985, ISBN 3-8118-3307-3. (nennt nur Darlton als Autor)).
- Leben aus der Asche. Moewig, München 1966, DNB 456571922. (mit Robert Artner; Neuausgabe: Pabel, Rastatt 1985, ISBN 3-8118-3309-X. (nennt nur Darlton als Autor))
- So grün wie Eden. Moewig, Rastatt 1984, ISBN 3-8118-3311-1.

Rätsel-Trilogie
- Das Rätsel der Urwaldhöhlen. Heyne Verlag, München 1974, ISBN 3-453-54050-6.
- Das Rätsel der Marsgötter. Heyne, München 1974, ISBN 3-453-54059-X.
- Das Rätsel der Milchstraße. Heyne, München 1974, ISBN 3-453-54067-0.

Raumschiff Neptun
- Der verzauberte Planet. Heyne, München 1978, ISBN 3-453-54145-6.
- Begegnung im Weltraum. Heyne, München 1978, ISBN 3-453-54158-8.
- Der Tempel der Götter. Heyne, München 1979, ISBN 3-453-54172-3.

Einzelromane
- Ufo am Nachthimmel. Pabel, Rastatt zw. 1954 und 1957, DNB 1140067605.
- Überfall aus dem Nichts. Zwei Schwalben Verlag, Hann. Münden 1956, DNB 770217974.
- Der Mann, der die Zukunft stahl. Pabel, Rastatt zw. 1954 und 1957, DNB 1140069225.
- Die Zeit ist gegen uns. Pabel, Rastatt 1955, DNB 363716122.
- Der Ring um die Sonne. Pabel, Rastatt 1955, DNB 363716068.
- Welt ohne Schleier. Widukind, Balve i.W. ca. 1955, DNB 770217923.
- Das ewige Gesetz. Pabel, Rastatt 1956, DNB 363715878.
- Satellit Uranus III. Pabel, Rastatt 1957, DNB 455197059. (Utopia-Zukunftsroman #65)
- Planet Lerks III. Pabel, Rastatt 1957, DNB 363715932.
- Finale. Pabel, Rastatt 1957, DNB 363715827.
- Befehl aus der Unendlichkeit. Pabel, Rastatt 1958, DNB 363715754.
- Der Tod kam von den Sternen. Dörner, Düsseldorf 1958, DNB 841110433.
- Die letzte Zeitmaschine. Widukind, Balve i.W. 1958, DNB 770217958.
- Die strahlenden Städte., Moewig, München 1959, DNB 455017328. (Terra #91)
- Raumschiff der toten Seelen. Dörner, Düsseldorf 1959, DNB 770131182.
- Experiment gelungen. Dörner, Düsseldorf 1959, DNB 770127770.
- Das unsterbliche Universum : Aus Zeit und Raum. Balowa, Balve i.W. 1959. (mit Jesco von Puttkamer)
- Der fremde Zwang. Moewig, München 1960, DNB 455017727.  (Terra #144)
- Wanderer zwischen drei Ewigkeiten. Moewig, München 1960, DNB 455017654. (Terra #137)
- Das unlöschbare Feuer. Bewin, Menden/Sauerland 1960, DNB 770163041. (als Munro R. Upton)
- Als die Sonne erlosch. Pabel, Rastatt 1960, DNB 455197784.
- Die strahlende Macht. Pabel, Rastatt 1960, DNB 455197822. (Utopia-Zukunftsroman #271)
- Rückkehr verboten. Pabel, Rastatt 1960, DNB 455197881. (Utopia-Zukunftsroman #276)
- Die Zeitlosen : Zeit und Raum. Balowa, Balve i.W. 1961, DNB 451162994.
- Havarie der Gnom. Pabel, Rastatt 1961, DNB 455197687. (Terra #90)
- Das Geheimnis der Handelsflotte. Pabel, Rastatt 1962, DNB 455198497. (Utopia-Zukunftsroman #329)
- Die dritte Chance. Moewig, München 1964, DNB 455021740.
- Der Sprung ins Nichts. Moewig, München 1965, DNB 455020450. (mit H. Bings; Terra #404)
- Hades, die Welt der Verbannten. Moewig, München 1966, DNB 456571914.
- Die Götter siegen immer. Moewig, Rastatt 1966, DNB 1140557564. (Terra Astra #327)
- Der Sprung ins Jenseits. Heyne, München 1968, DNB 456571981.
- Expedition ins Nichts. Moewig, München 1969, DNB 458320935. (Terra Nova #81)
- Todesschach. Moewig, München 1970 DNB 740233297.
- Zwischen Tod und Ewigkeit. Pabel, Rastatt 1974, DNB 740520180.
- Das Geheimnis im Atlantik. Boje Verlag, Stuttgart 1976, ISBN 3-414-12980-9. (als Walter Ernsting)
- Der Tag, an dem die Götter starben. von Schröder, Düsselborf 1979, ISBN 3-547-72550-X. (als Walter Ernsting)
- Die neun Unbekannten. Moewig, Rastatt 1983, DNB 21275159X.

Kurzgeschichtensammlungen
- Am Ende der Furcht. Heyne, München 1966, DNB 456571876. (mit Robert Artner)
- Der Todeskandidat. Moewig, Rastatt 1982, DNB 212751662.
- Roboter irren nie. Moewig, Rastatt 1983, DNB 212751638.
- Kein Morgen für die Erde. Moewig, Rastatt 1986, ISBN 3-8118-3310-3.

### Heftromane

#### Perry-Rhodan-Heftromane (1961–1992)
Walter Ernsting verfasste 192 Romane der Perry-Rhodan-Hauptserie.
- 2: Die dritte Macht. Heinrich Bauer Verlag, Hamburg 1961, DNB 454011067.
- 4: Götterdämmerung. Heinrich Bauer Verlag, Hamburg 1961, DNB 454011083.
- 7: Invasion aus dem All. Heinrich Bauer Verlag, Hamburg 1961, DNB 454011113.
- 12: Das Geheimnis der Zeitgruft. Heinrich Bauer Verlag, Hamburg 1961, DNB 454011172.
- 14: Das galaktische Rätsel. Heinrich Bauer Verlag, Hamburg 1961, DNB 454011199.
- 15: Die Spur durch Zeit und Raum. Heinrich Bauer Verlag, Hamburg 1961, DNB 454011202.
- 18: Die Rebellen von Tuglan. Heinrich Bauer Verlag, Hamburg 1961, DNB 454011237.
- 22: Thoras Flucht. Heinrich Bauer Verlag, Hamburg 1962, DNB 454011288.
- 26: Duell der Mutanten. Heinrich Bauer Verlag, Hamburg 1962, DNB 454011334.
- 27: Im Banne des Hypno. Heinrich Bauer Verlag, Hamburg 1962, DNB 454011342.
- 32: Ausflug in die Unendlichkeit. Heinrich Bauer Verlag, Hamburg 1962, DNB 454011393.
- 33: Eiswelt in Flammen Heinrich Bauer Verlag, Hamburg 1962, DNB 454011407.
- 36: Die Seuche des Vergessens Heinrich Bauer Verlag, Hamburg 1962, DNB 454011431.
- 37: Ein Planet spielt verrückt Heinrich Bauer Verlag, Hamburg 1962, DNB 457788356.
- 40: Aktion gegen Unbekannt  Heinrich Bauer Verlag, Hamburg 1962, DNB 454011482.
- 41: Der Partner des Giganten Heinrich Bauer Verlag, Hamburg 1962, DNB 454011490.
- 45: Seuchenherd Aralon Heinrich Bauer Verlag, Hamburg 1962, DNB 454011539.
- 48: Rotes Auge Beteigeuze Heinrich Bauer Verlag, Hamburg 1962, DNB 454011563.
- 49: Die Erde stirbt Heinrich Bauer Verlag, Hamburg 1962, DNB 454011571.
- 52: Der falsche Inspekteur Heinrich Bauer Verlag, Hamburg 1962, DNB 454011628.
- 56: Die Toten leben Heinrich Bauer Verlag, Hamburg 1962, DNB 454011660.
- 58: Attacke aus dem Unsichtbaren Heinrich Bauer Verlag, Hamburg 1962, DNB 454011687.
- 61: Der Robot-Spion Heinrich Bauer Verlag, Hamburg 1962, DNB 454011717.
- 63: Die Mikro-Techniker Heinrich Bauer Verlag, Hamburg 1962, DNB 454011733.
- 64: Im Zeit-Gefängnis Heinrich Bauer Verlag, Hamburg 1962, DNB 454011741.
- 65: Ein Hauch Ewigkeit Heinrich Bauer Verlag, Hamburg 1962, DNB 454011768.
- 76: Unter den Sternen von Druufon Heinrich Bauer Verlag, Hamburg 1963, DNB 454011873.
- 77: In den Fesseln der Ewigkeit Heinrich Bauer Verlag, Hamburg 1963, DNB 454011881.
- 81: Raumschiff der Ahnen Heinrich Bauer Verlag, Hamburg 1963, DNB 454011946.
- 84: Rekruten für Arkon Heinrich Bauer Verlag, Hamburg 1963, DNB 454011970.
- 85: Kampfschule Naator Heinrich Bauer Verlag, Hamburg 1963, DNB 454011989.
- 91: Ernst Ellerts Rückkehr Heinrich Bauer Verlag, Hamburg 1963, DNB 454012047.
- 94: Die flammende Sonne Heinrich Bauer Verlag, Hamburg 1963, DNB 454012071.
- 95: Himmel ohne Sterne Heinrich Bauer Verlag, Hamburg 1963, DNB 454012098.
- 101: Der Weltraum-Tramp Heinrich Bauer Verlag, Hamburg 1963, DNB 454012160.
- 105: Die Geisterflotte Heinrich Bauer Verlag, Hamburg 1963, DNB 454012209.
- 111: Unter falscher Flagge Heinrich Bauer Verlag, Hamburg 1963, DNB 454012276.
- 117: Die gestohlene Raumflotte Heinrich Bauer Verlag, Hamburg 1963, DNB 454012330.
- 121: Das Erbe der Echsen Heinrich Bauer Verlag, Hamburg 1963, DNB 454012373.
- 126: Die Schatten greifen an Heinrich Bauer Verlag, Hamburg 1964, DNB 454012454.
- 129: Atombrand auf Mechanica Heinrich Bauer Verlag, Hamburg 1964, DNB 454012489.
- 135: Wächter in der Einsamkeit Heinrich Bauer Verlag, Hamburg 1964, DNB 454012543.
- 140: Ein Toter soll nicht sterben Heinrich Bauer Verlag, Hamburg 1964, DNB 454012608.
- 145: Armee der Gespenster Heinrich Bauer Verlag, Hamburg 1964, DNB 454012659.
- 151: Signale der Ewigkeit Heinrich Bauer Verlag, Hamburg 1964, DNB 454012713.
- 157: Explorer in Not Heinrich Bauer Verlag, Hamburg 1964, DNB 454012780.
- 158: Die Geißel der Galaxis Heinrich Bauer Verlag, Hamburg 1964, DNB 454012799.
- 163: Das zweite Imperium  Heinrich Bauer Verlag, Hamburg 1964, DNB 454012837.
- 171: Kampf der vier Mächte Moewig, München 1964, DNB 363715916.
- 177: Der Untergang des 2. Imperiums Moewig, München 1965, DNB 363716106.
- 184: Gucky und die Blaue Garde Heinrich Bauer Verlag, Hamburg 1965, DNB 454012985.
- 189: Die Expedition der Mausbiber Heinrich Bauer Verlag, Hamburg 1965, DNB 454013035.
- 190: Admiral Gecko Heinrich Bauer Verlag, Hamburg 1965, DNB 454013043.
- 202: Die Retter der CREST Heinrich Bauer Verlag, Hamburg 1965, DNB 454013175.
- 209: Im Banne der Scheintöter Heinrich Bauer Verlag, Hamburg 1965, DNB 454013248.
- 220: Der Tod von den Sternen Heinrich Bauer Verlag, Hamburg 1965, DNB 454013353.
- 224: Agenten gegen das Imperium Heinrich Bauer Verlag, Hamburg 1965, DNB 454013418.
- 229: Feind aus fremder Galaxis Heinrich Bauer Verlag, Hamburg 1966, DNB 457785187.
- 232: Die Zeitfalle Heinrich Bauer Verlag, Hamburg 1966, DNB 457785217.
- 239: Welt unter heißer Strahlung Heinrich Bauer Verlag, Hamburg 1966, DNB 457785292.
- 244: Die Kugel aus Zeit und Raum Heinrich Bauer Verlag, Hamburg 1966, DNB 457785349.
- 248: Unter Einsatz seines Lebens Heinrich Bauer Verlag, Hamburg 1966, DNB 457785381.
- 255: Sperrzone Andromeda Heinrich Bauer Verlag, Hamburg 1966, DNB 457785470.
- 256: Im Reich der Zentrumswächter Heinrich Bauer Verlag, Hamburg 1966, DNB 457785489.
- 268: Stoßtrupp in Zeit und Raum Heinrich Bauer Verlag, Hamburg 1966, DNB 457785616.
- 269: Jagd auf den Zeitagenten Heinrich Bauer Verlag, Hamburg 1966, DNB 457785624.
- 275: Der Flug nach Barkon Heinrich Bauer Verlag, Hamburg 1966, DNB 457785683.
- 282: Die Spur führt zu Jagos Stern Heinrich Bauer Verlag, Hamburg 1967, DNB 457785764.
- 289: Das System der blauen Riesen Heinrich Bauer Verlag, Hamburg 1967, DNB 457785837.
- 290: Koordinaten ins Jenseits Heinrich Bauer Verlag, Hamburg 1967, DNB 457785845.
- 294: Die Eroberer Heinrich Bauer Verlag, Hamburg 1967, DNB 457785896.
- 295: Der verlorene Planet Heinrich Bauer Verlag, Hamburg 1967, DNB 457785918.
- 302: Gestatten, Gucky und Sohn! Heinrich Bauer Verlag, Hamburg 1967, DNB 457785985.
- 310: Das Geschenk der Zeitreisenden Heinrich Bauer Verlag, Hamburg 1967, DNB 457786078.
- 316: Der Sprung ins Verderben Heinrich Bauer Verlag, Hamburg 1967, DNB 457786132.
- 320: Operation Blitz Heinrich Bauer Verlag, Hamburg 1967, DNB 457786175.
- 324: Im Nichts gestrandet Heinrich Bauer Verlag, Hamburg 1967, DNB 457786213.
- 326: Gucky und der Golem Heinrich Bauer Verlag, Hamburg 1967, DNB 1014849241.
- 336: Gucky und der Vakupath Heinrich Bauer Verlag, Hamburg 1968, DNB 457786337.
- 341: Der planetarische Kerker Heinrich Bauer Verlag, Hamburg 1968, DNB 457786396.
- 344: Die Kidnapper des Auserwählten Heinrich Bauer Verlag, Hamburg 1968, DNB 1014849047.
- 348: Die kosmische Falle Heinrich Bauer Verlag, Hamburg 1968, DNB 457786477.
- 354: Experimente mit der Zeit Heinrich Bauer Verlag, Hamburg 1968, DNB 457786531.
- 358: Begegnung in M-87 Heinrich Bauer Verlag, Hamburg 1968, DNB 457786582.
- 361: Der Turm des ewigen Lebens Heinrich Bauer Verlag, Hamburg 1968, DNB 457786612.
- 366: Das Rätsel der Biostation Heinrich Bauer Verlag, Hamburg 1968, DNB 457786663.
- 371: Attentat auf die Sonne Heinrich Bauer Verlag, Hamburg 1968, DNB 457786728.
- 376: Stimmen aus der Vergangenheit Heinrich Bauer Verlag, Hamburg 1968, DNB 457786779.
- 380: Das Zeitkommando Heinrich Bauer Verlag, Hamburg 1968, DNB 457786817.
- 383: Die phantastische Reise der FD-4 Heinrich Bauer Verlag, Hamburg 1968, DNB 457786841.
- 388: Götter aus dem Kosmos Heinrich Bauer Verlag, Hamburg 1969, DNB 457786906.
- 392: Das Schiff der grünen Geister Heinrich Bauer Verlag, Hamburg 1969, DNB 457786949.
- 396: Das Versteck in der Zukunft Heinrich Bauer Verlag, Hamburg 1969, DNB 457786981.
- 402: Ufos in der Galaxis Heinrich Bauer Verlag, Hamburg 1969, DNB 457787058.
- 406: Nachricht aus der Zukunft Heinrich Bauer Verlag, Hamburg 1969, DNB 457787090.
- 409: Der Mann, der doppelt starb Heinrich Bauer Verlag, Hamburg 1969, DNB 457787120.
- 415: Freunde aus einem fremden Universum Heinrich Bauer Verlag, Hamburg 1969, DNB 457787198.
- 420: Rätsel der Vergangenheit Heinrich Bauer Verlag, Hamburg 1969, DNB 457787252.
- 423: Sonderkommando Atlan Heinrich Bauer Verlag, Hamburg 1969, DNB 457787287.
- 427: Am See der Götter Heinrich Bauer Verlag, Hamburg 1969, DNB 457787325.
- 430: Das Ultimatum der Cappins Heinrich Bauer Verlag, Hamburg 1970, DNB 457787368.
- 436: Testflug nach Atlantis Heinrich Bauer Verlag, Hamburg 1970, DNB 457787422.
- 439: Schaltzentrale OVARON Heinrich Bauer Verlag, Hamburg 1970, DNB 457787457.
- 443: Überfall auf Exilot Heinrich Bauer Verlag, Hamburg 1970, DNB 457787503.
- 449: Das Ende des Diktators Heinrich Bauer Verlag, Hamburg 1970, DNB 457787570.
- 454: Plünderer der Sterne Heinrich Bauer Verlag, Hamburg 1970, DNB 457787635.
- 461: Flucht ins Ungewisse Heinrich Bauer Verlag, Hamburg 1970, DNB 457787716.
- 462: Der Wissende Heinrich Bauer Verlag, Hamburg 1970, DNB 457787724.
- 467: Der letzte Mann der DOLDA Heinrich Bauer Verlag, Hamburg 1970, DNB 457787775.
- 468: Der Telekinet Heinrich Bauer Verlag, Hamburg 1970, DNB 457787783.
- 472: Das violette Feuer Heinrich Bauer Verlag, Hamburg 1970, DNB 457787821.
- 479: Ganjo-Alarm Heinrich Bauer Verlag, Hamburg 1970, DNB 457787902.
- 489: Gucky und der Verräter Heinrich Bauer Verlag, Hamburg 1971, DNB 1015418198.
- 494: Der Mond der Gefahren Heinrich Bauer Verlag, Hamburg 1971, DNB 1015418295.
- 498: Die Rückkehr des Takerers Heinrich Bauer Verlag, Hamburg 1971, DNB 1015418309.
- 503: Planet der Digger Moewig, München 1971, DNB 363715940.
- 507: Zwischenspiel auf Tahun Moewig, München 1971, DNB 1016032994.
- 512: Der Flug der GATOS BAY Moewig, München 1971, DNB 1016033087.
- 517: Notruf des Unsterblichen Moewig, München 1971, DNB 1016033095.
- 523: Der Planetenräuber Moewig, München 1971, DNB 363715975.
- 524: Die Gelben Eroberer Moewig, München 1971, DNB 363715789.
- 535: Transport ins Ungewisse Moewig, München 1972, DNB 363716092.
- 541: Im Banne des Panikfeldes Moewig, München 1972, DNB 363715738.
- 549: Das Elixier der Götter Moewig, München 1972, DNB 1016033486.
- 554: Kidnapper im Weltraum Moewig, München 1972, DNB 1016033494.
- 560: Gucky, der Tambu-Gott Moewig, München 1972, DNB 1016033575.
- 565: Gucky, der Meisterdieb Moewig, München 1972, DNB 1016033583.
- 574: Das Himmelsmetall Moewig, München 1972, DNB 1016033672.
- 580: Die Zeitritter Moewig, München 1972, DNB 1016033931.
- 590: Flugziel unbekannt Moewig, München 1972, DNB 1016033877.
- 593: Der Metapsychische Krieg Moewig, München 1973, DNB 1016033885.
- 602: Der Sprung nach Luna Moewig, München 1973, DNB 1016726678.
- 608: Auf den Spuren der PAD Moewig, München 1973, DNB 1016726775.
- 617: Der Kampf um die Positronik Moewig, München 1973, DNB 1016726783.
- 624: In den Katakomben von Nopaloor Moewig, München 1973, DNB 1016726872.
- 630: Das Erbe der Yulocs Moewig, München 1973, DNB 1016726961.
- 648: Der Kampf mit dem Yuloc Moewig, München 1974, DNB 101672716X.
- 656: Der Geheimnisträger Moewig, München 1974, DNB 1016727178.
- 670: Der Hyperraum bricht auf Moewig, München 1974, DNB 1016727364.
- 677: Das Erbe der Glovaaren Moewig, München 1974, DNB 1016727372.
- 691: Sargasso des Alls Moewig, München 1974, DNB 1016727534.
- 702: Das Stummhaus Moewig, München 1975, DNB 101759158X.
- 708: Zwischenspiel auf Saturn Moewig, München 1975, DNB 1017591687.
- 716: Unheil aus fremder Dimension Moewig, München 1975, DNB 1017591695.
- 723: Kolonie der Cyborgs Moewig, München 1975, DNB 1017591776.
- 736: Rächer zwischen den Sternen Moewig, München 1975, DNB 1017591881.
- 742: Rückkehr fraglich Moewig, München 1975, DNB 1017591989.
- 764: Der Wall um die Welt Moewig, München 1976, DNB 1017592179.
- 772: Das Gespenst von Vrinos Moewig, München 1976, DNB 1017592284.
- 781: Gegner im Dunkel Moewig, München 1976, DNB 1018271651.
- 792: Hilfe aus Zeit und Raum Moewig, München 1976, DNB 1017592470.
- 802: Planet der toten Kinder Moewig, München 1977, DNB 101827085X.
- 813: Im Strom der Ewigkeit Moewig, München 1977, DNB 101827099X.
- 827: Der Mann von Barkon Moewig, München 1977, DNB 1018271074.
- 841: Die Glaswelt Moewig, München 1977, DNB 101827135X.
- 852: Insel zwischen den Sternen Moewig, München 1977, DNB 1018271368.
- 862: Eiswind der Zeit Moewig, München 1978, DNB 1018271430.
- 880: Gegner im Dunkel Moewig, München 1978, DNB 1018271651.
- 893: Abschied von Eden II Moewig, München 1978, DNB 1018271759.
- 910: Planet der Telepathen Moewig, München 1979, DNB 1019201029.
- 921: Kontakt auf Scharzo Moewig, München 1979, DNB 1019201118.
- 935: Mysterium des Weltalls Moewig, München 1979, DNB 1019201312.
- 955: Das Rätsel der Barriere Moewig, München 1979, DNB 1019591390.
- 967: Die Materiesenke Moewig, München 1980, DNB 1019591684.
- 968: Exodus der Mutanten Moewig, München 1980, DNB 1019591706.
- 983: Der Ort der Stille Moewig, München 1980, DNB 1019592087.
- 998: Terraner unerwünscht Moewig, München 1980, DNB 1019592303.
- 1006: Die Falle von Cratcan Moewig, München 1980, DNB 1021971685.
- 1016: Zwischenspiel auf Karselpun Moewig, München 1981, DNB 1021971774.
- 1028: Der einsame Gefangene Moewig, München 1981, DNB 102197188X.
- 1046: Terra im Schußfeld Moewig, München 1981, DNB 102197207X.
- 1060: Der Planet Vulkan Moewig, München 1981, DNB 1022192639.
- 1064: Der Schiffbruch Moewig, München 1982, DNB 1022192671.
- 1102: Der letzte Mirvaner Moewig, München 1982, DNB 1023344467.
- 1115: Bote des Unsterblichen Moewig, München 1983, DNB 1023344580.
- 1135: Begegnung am Todesauge Moewig, München 1983, DNB 1023344785.
- 1154: Flucht aus dem Grauen Korridor Moewig, München 1983, DNB 1024350401.
- 1171: Der Todesimpuls Moewig, München 1984, DNB 1024350606.
- 1206: Flucht ins Labyrinth Moewig, München 1984, DNB 1027365221.
- 1235: Blitz über Eden Moewig, München 1985, DNB 102736523X.
- 1306: Das Geheimnis von Chanukah Moewig, München 1986, DNB 103107158X.
- 1334: Der Zweck heiligt die Mittel Moewig, München 1987, DNB 1031071598.
- 1366: Die Freiheit des Bewußtseins Moewig, München 1987, DNB 1031072071.
- 1384: Ort der Erfüllung Moewig, München 1988, DNB 103107208X.
- 1407: Der Eremit von Satrang Moewig, München 1988, DNB 1032308052.
- 1417: Flug in Richtung Ewigkeit Moewig, München 1988, DNB 1032308060.
- 1435: Im Halo der Galaxis Moewig, München 1989, DNB 1032308079.
- 1475: Auf Gesils Spuren Moewig, München 1989, DNB 1032691026.
- 1510: Ein blinder Passagier Moewig, München 1990, DNB 1014407990.
- 1563: Geheimsache RIUNAN Moewig, München 1991, DNB 1025535073.
- 1602: Spurensuche im All Moewig, München 1992, DNB 1034414399.
- 1622: Der Verlorene Moewig, München 1992, DNB 1034414402.

### Herausgeber
Alle im Wilhelm Heyne-Verlag erschienen

#### The Magazine of Fantasy and Science Fiction
- Wanderer durch Zeit und Raum (Band 10), Heyne, München 1964, DNB 455368708.
- Roboter auf dem Kriegspfad (Band 11), Heyne, München 1964, DNB 454064330.
- Die letzte Stadt der Erde (Band 12), Heyne, München 1965, DNB 454813902.
- Expedition nach Chronos (Band 13), Heyne, München 1965, DNB 451190394.
- Im Dschungel der Urzeit (Band 14), Heyne, München 1966, DNB 451005880.

#### Galaxy
14 Bände (1965–1970), ab Band 10 gemeinsam mit Thomas Schlück

## Trivia
Walter Ernsting war auf zwei Titelbildern der Perry-Rhodan-Heftserie abgebildet. Auf dem Titelbild von Johnny Bruck zu Band 1007, Die Kosmische Hanse, (1980) trägt Ernsting die von ihm mit erdachte und geprägte Romanfigur Gucky auf dem Arm. Nach Ernstings Tod im Januar 2005 erschien am 9. September 2005 Perry-Rhodan-Band Nr. 2299, Ahandaba. Das von Swen Papenbrock geschaffene Titelbild dieses Bandes zeigt ebenfalls ein Porträt Ernstings.